# Saint-Pourçain-sur-Sioule
Saint-Pourçain-sur-Sioule ist eine französische Gemeinde mit 4894 Einwohnern (Stand 1. Januar 2022) im Département Allier in der Region Auvergne-Rhône-Alpes. Sie gehört zum Arrondissement Vichy und ist Sitz des Gemeindeverbandes Communauté de communes Saint-Pourçain Sioule Limagne. Das Bureau centralisateur des gleichnamigen Kantons befindet sich in Saint-Pourçain-sur-Sioule. Die Bewohner werden Saint-Pourcinois und Saint-Pourcinoises genannt.
Die Gemeinde erhielt 2024 die Auszeichnung „Drei Blumen“, die vom Conseil national des villes et villages fleuris (CNVVF) im Rahmen des jährlichen Wettbewerbs der blumengeschmückten Städte und Dörfer verliehen wird.
Die Umgebung von Saint-Pourçain ist bekannt für den hier angebauten Wein, den Saint-Pourçain (AOC).

## Geographie
Die Kleinstadt liegt etwa 25 Kilometer nordwestlich von Vichy, am Fluss Sioule, in den hier die Bouble und der Gaduet einmünden. Wenige Kilometer weiter mündet die Sioule in den Allier.

## Geschichte

### Namensherkunft
Die Stadt ist benannt nach dem hl. Portian (Pourçain, gestorben um 532), einem befreiten Sklaven, der Mönch wurde und sich für die unter den Überfällen des Merowingerkönigs Theuderich I. leidende Bevölkerung einsetzte.

### Bevölkerungsentwicklung
| Jahr                       | 1962 | 1968 | 1975 | 1982 | 1990 | 1999 | 2006 | 2013 | 2018 |
| Einwohner                  | 4799 | 5088 | 5345 | 5199 | 5159 | 5263 | 5046 | 4972 | 5182 |
| Quellen: Cassini und INSEE |      |      |      |      |      |      |      |      |      |

## Bildung
In Saint-Pourçain gibt es mehrere staatliche und kirchliche Schulen.
Darunter ist das Lycée und Collège Blaise de Vigenère die Bildungseinrichtung mit der größten Anzahl an Schülern. Seit 2005 besteht eine Schulpartnerschaft mit dem Ortenburg-Gymnasium im bayerischen Oberviechtach, mit dem jährlich ein gemeinsamer Schüleraustausch durchgeführt wird.

## Sehenswürdigkeiten
- Heiligkreuz-Kirche (Église Sainte-Croix), ehemalige Benediktiner-Abteikirche (10.–13. Jahrhundert) mit bedeutendem Chorgestühl, (Monument historique)[2]
- Uhrturm (Beffroi)  von 1480, (Monument historique)[3]
- Fünf-Bogen-Brücke von 1736, 1988 verbreitert, heute nach Charles de Gaulle benannt[4]
- Musée de la Vigne et du Terroir, Weinbaumuseum, untergebracht im Maison du Bailli (16. Jahrhundert).

Siehe auch: Liste der Monuments historiques in Saint-Pourçain-sur-Sioule

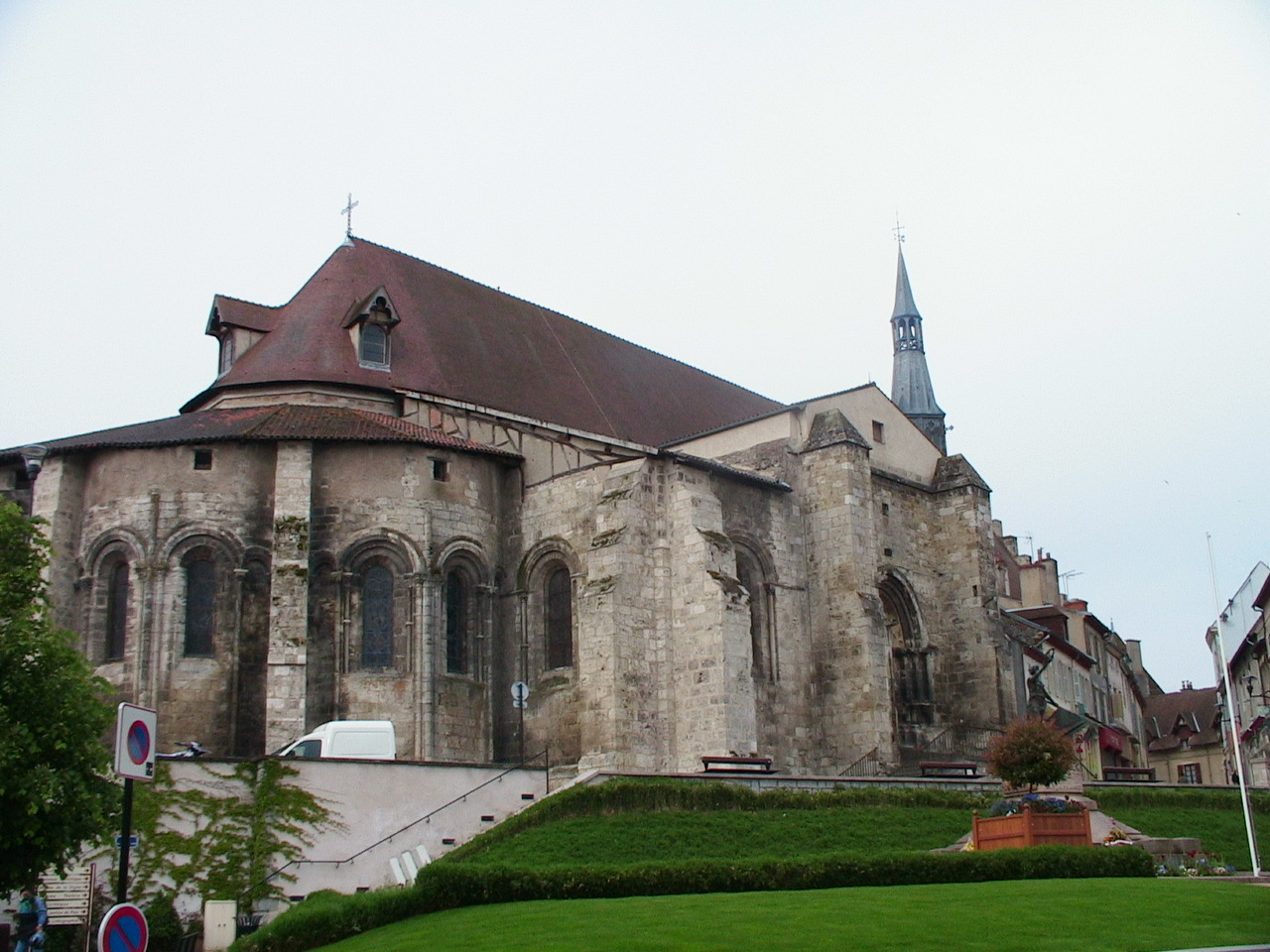
Heiligkreuz-Kirche
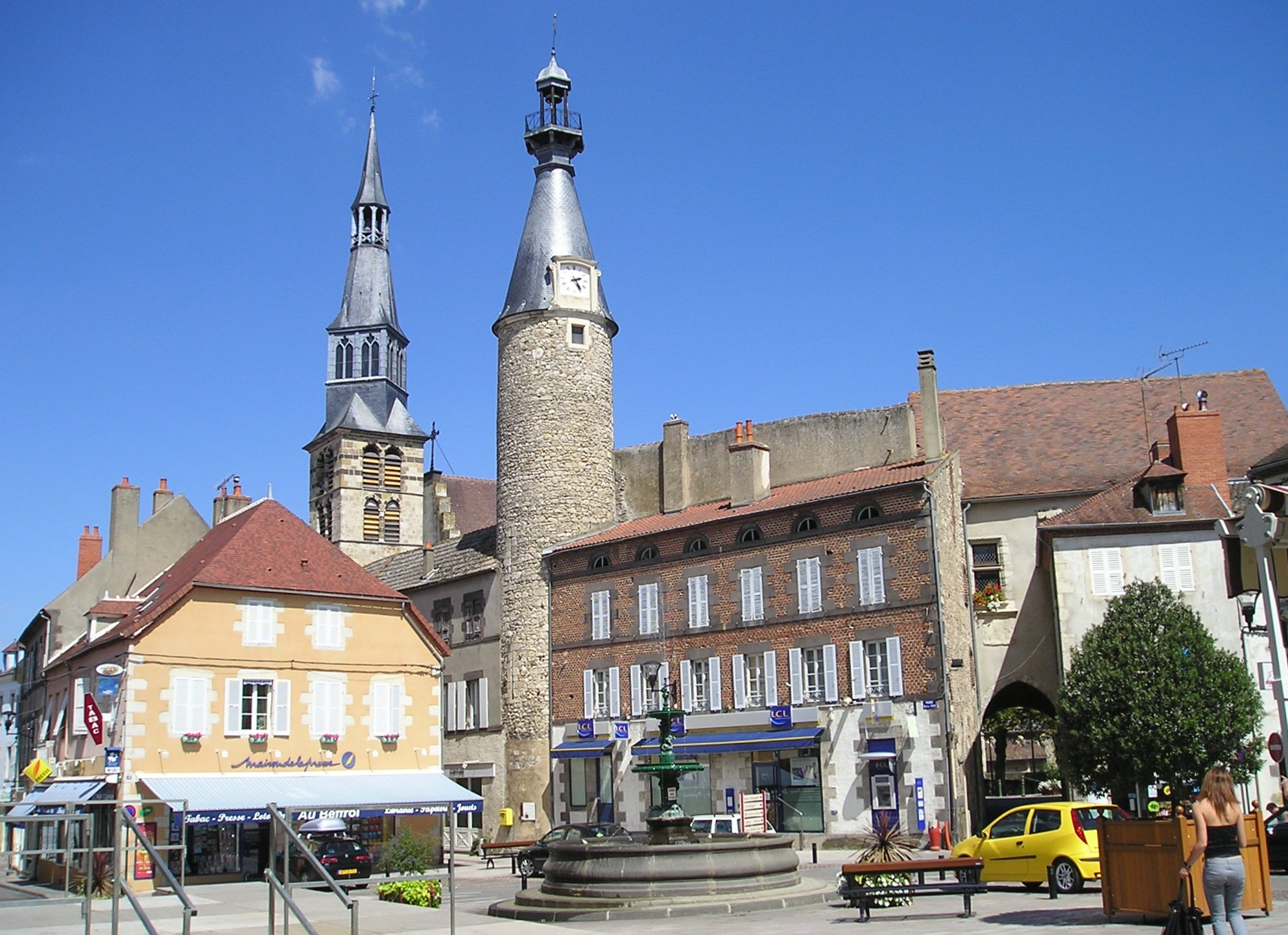
Uhrturm im Ortszentrum
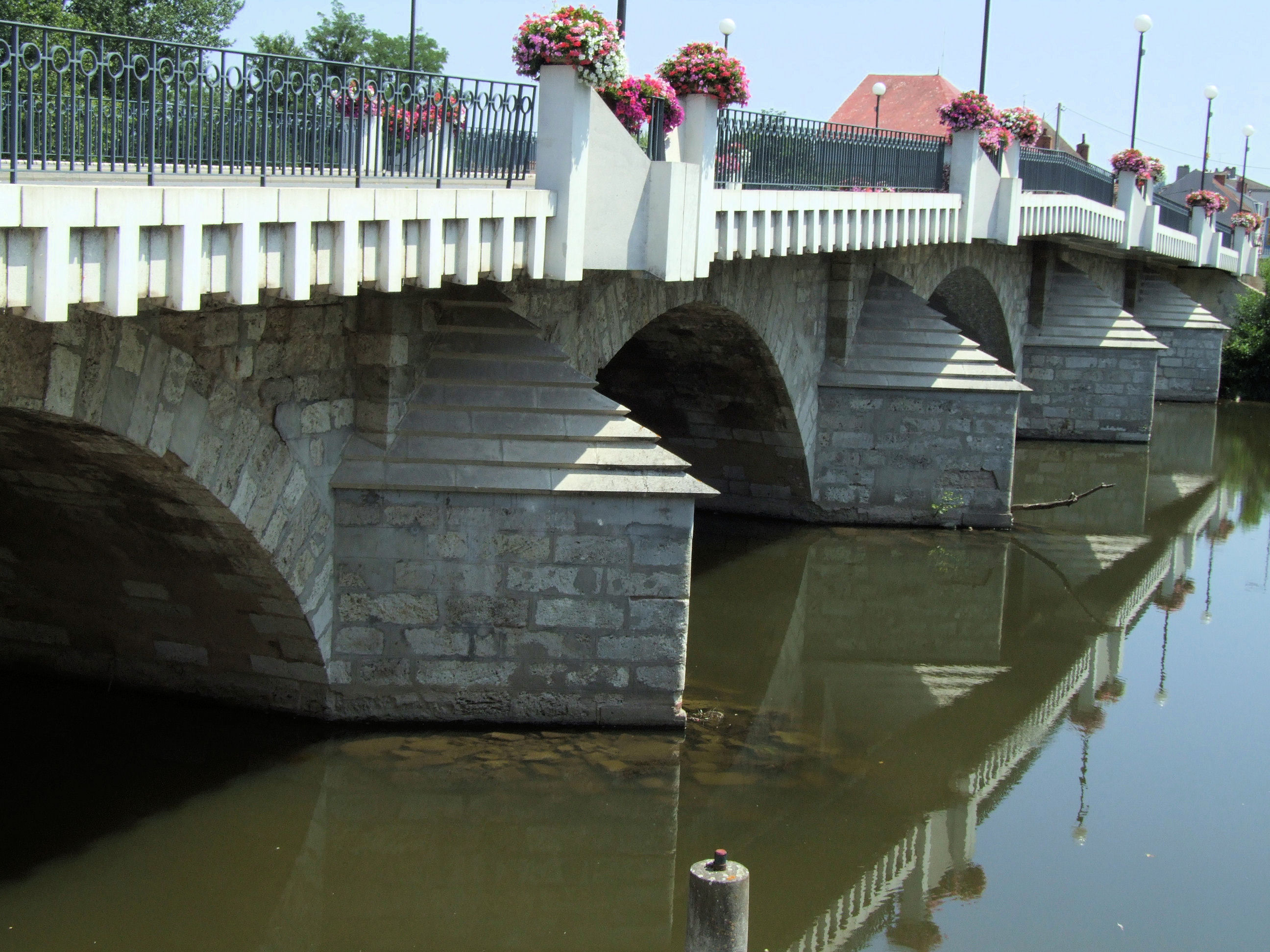
Charles-de-Gaulle-Brücke